# إسحاق هرتسوغ
إسحاق هرتسوغ (22 سبتمبر 1960 -) سياسي ومحام إسرائيلي، يشغل منصب الرئيس الحادي عشر لإسرائيل منذ عام 2021. وهو أول رئيس يولد في إسرائيل بعد إعلان استقلالها.
شغل سابقا منصب رئيس الوكالة الصهيونية منذ عام 2018، ومنصب رئيس حزب العمل وزعيم المعارضة في إسرائيل. من 2013 إلى 2017، شغل منصب وزير الرفاه والخدمات الاجتماعية ووزير الشتات والمجتمع ومكافحة معاداة السامية ووزير السكن والبناء ووزير السياحة.

## حياته
ولد عام 1960 في تل أبيب لأب مولود بإيرلندا وأم ولدت في مصر، وتعود جذور كلا الأبوين لأوروبا الشرقية من بولندا وليتوانيا وروسيا. أبوه حاييم هرتسوغ كان الرئيس السادس لإسرائيل بين عامي 1983 حتى 1993. أما والدته أورا فقد خدمت في صفوف منظمة الهاغاناه، وكانت ضابطة في سلاح العلم أثناء حرب 1948، حينها أصيبت في عملية تفجيرية قاسية في بناية الوكالة اليهودية بالقدس في مارس 1948.
عندما كان طفلا أطلقت عليه والدته لقب بوجي تدليلاً له، وهو اللقب الذي رافقه حتي صار لعنة عليه، ويستخدمه اليمين الإسرائيلي -وخصوصا نتنياهو- في محاولة للتقليل من شأنه والإيحاء للمجتمع الإسرائيلي بأنه شخص مدلل لا يقوى على تحمل المسؤوليات الجسام المترتبة على توليه منصب رئيس الحكومة.
عاش اسحاق في نيويورك حينما خدم هرتسوغ الأب مندوبا دائما لإسرائيل في الأمم المتحدة لمدة ثلاث سنوات، وفيها تلقى تعليمه الثانوي، ولاحقاً درس القانون في جامعة تل أبيب.
عندما عاد إلى إسرائيل عام 1978 انخرط في الجيش حتى وصل رتبة لواء بوحدة الاستخبارات العسكرية في الجيش الإسرائيلي، وواصل خدمة الاحتياط بالوحدة رغم عضويته في الكنيست.
أُنتخِب في الثالث من يونيو 2021 رئيساً لإسرائيل خلفاً لريفيلين.

## مسيرته السياسية

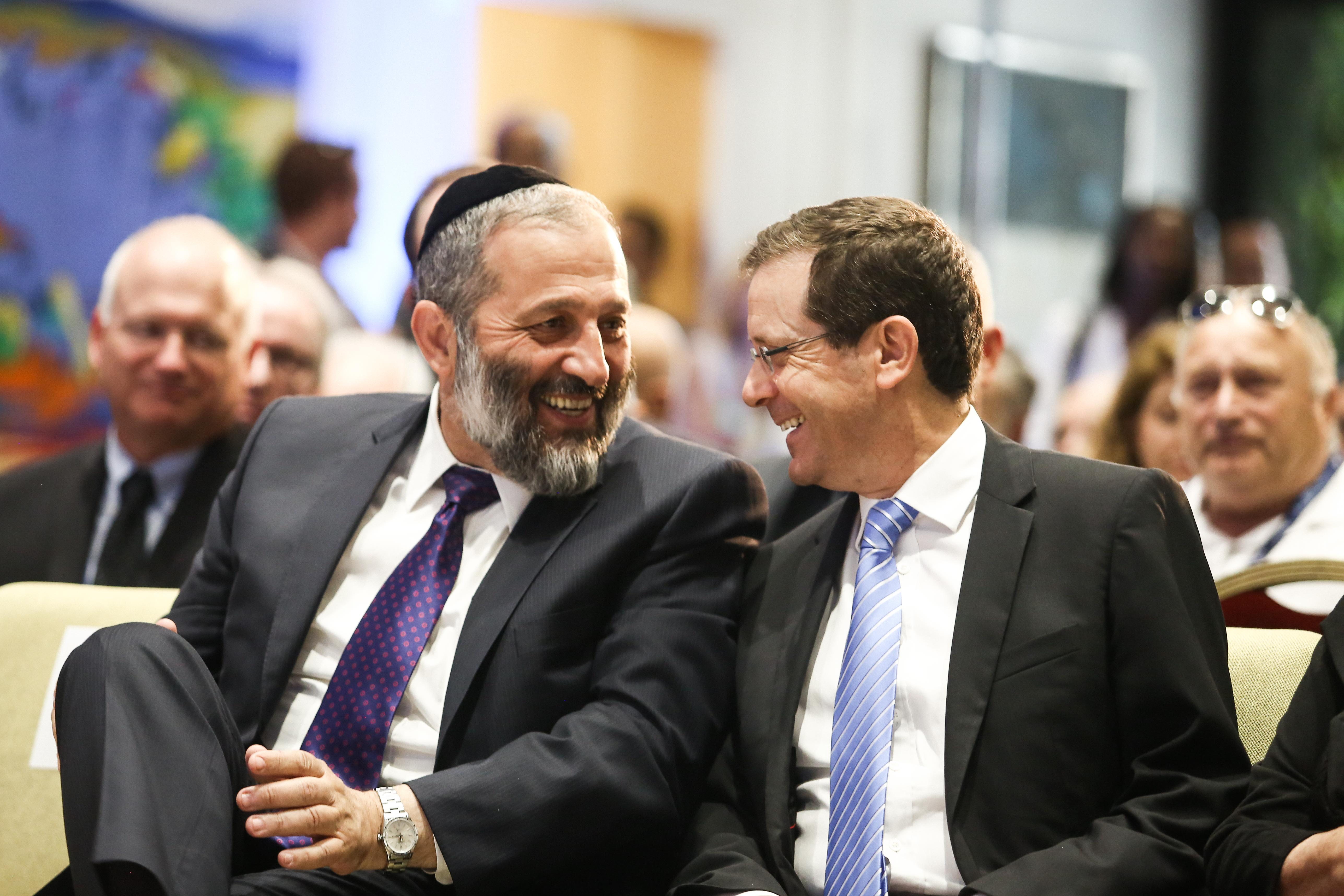
مع أرييه درعي زعيم حزب شاس، 2016

كانت بداية إسحاق هرتسوغ المعترك السياسي عام 1999 عندما عُيَّن مستشارا لرئيس الوزراء الإسرائيلي آنذاك إيهود باراك لشؤون الشباب وشغل هذه الوظيفة حتى عام 2001. بعد الانتخابات البرلمانية التي أجريت في عام 1999، تعرض هرتسوغ للتحقيق بشبهة إساءة استخدام أموال الحملة الانتخابية لإيهود باراك، لكنه احتفظ أثناء التحقيق بـ«حق التزام الصمت»، ثم تمت تبرئته وأُغلقت القضية ضده عام 2003.
وحصل هرتسوغ في عام 2005، على المركز الثاني في تصويت أعضاء حزب العمل على وزراء الحزب الذي سيشكل الحكومة بالتحالف مع الليكود وأغودات يسرائيل، وتم تعيينه وزيرا للبناء والإسكان، بناء على طلبه، لكنه بعد 10 أشهر استقال وخرج مع أعضاء حزبه من الائتلاف الحكومي.
وفي 2006، تم تكليف إيهود أولمرت بتشكيل الحكومة رقم 31 في تاريخ إسرائيل، وعين هرتسوغ وزيرا للسياحة، وبعد مرور 10 أشهر، ودخول حزب إسرائيل بيتنا إلى الحكومة، تقرر نقل وزارة السياحة إليه، واستقال هرتسوغ من منصبه، وعين وزيرا للرفاة والخدمات الاجتماعية في 21 مارس 2007.
في الانتخابات التمهيدية لحزب العمل عام 2008، حصل هرتسوغ على المركز الأول في قائمة حزب العمل، وأصبح في المركز الثاني بقائمة الحزب التي سيخوض بها انتخابات الكنيست الـ 18, بعد زعيم الحزب آنذاك، إيهود باراك. وبعد فوز نتنياهو بتشكيل الحكومة في تلك الانتخابات، تم تعيين هرتسوغ وزيرا للرفاة.
وأما انتخابات الكنيست الـ 19 فقد احتل هرتسوغ المركز الثاني في قائمة حزب العمل بعد أن حصل على المركز الأول في الانتخابات التمهيدية، وأصبح عضوا بالكنيست وزعيما للمعارضة، كما شغل منصب عضو تعيين القضاة، وكان من أشد معارضي التوجهات اليمينية المتطرفة لرئيس الوزراء الإسرائيلي بنيامين نتنياهو.
بعد حل الكنيست التاسع عشر، والبدء في الاستعداد للانتخابات الإسرائيلية المبكرة، تحالف هرتسوغ مع وزيرة العدل السابقة تسيبي ليفني في قائمة واحدة أطلق عليها اسم المعسكر الصهيوني واتفق معها على تناوب رئاسة الحكومة في حال الفوز بتشكيل الحكومة، ودعا في صلب برنامجه لإسقاط حزب الليكود بزعامة بنيامين نتنياهو منتقداً سياسته في إعاقة عملية السلام مع الفلسطينيين، وفشله في التعامل بإيجابية مع الرئيس الأميركي باراك أوباما في ما يخص الصراع العربي الإسرائيلي، لكنه لم ينجح في الوصول إلى السلطة وخسر أمام بنيامين نتنياهو بفارق 6 مقاعد في الانتخابات التي جرت في مارس 2015 ليقر بالهزيمة ويهنئه متمنياً له «التوفيق».
خسر في الانتخابات الداخلية لحزب المعكسر الصهيوني لصالح أفي غاباي عام 2017، قدم استقالته من الكنيست للانتقال لمنصب رئيس الوكالة اليهودية، عام 2018.
كانت دعوى جنوب إفريقيا على إسرائيل لتطبيق اتفاقيّة منع جريمة الإبادة الجماعيّة والمعاقبة عليها في قطاع غزة قد ذكرت خطابات هرتسوغ في مرافعاتها. في 19 يناير 2024، وأثناء مشاركته في المنتدى الاقتصادي العالمي في الدافوس السويسرية، أكد ممثلو الادعاء السويسريون أن الرئيس الإسرائيلي إسحاق هرتزوغ كان تقدم ضده شكاوى جنائية. وقال مكتب المدعي العام السويسري: "سيتم فحص الشكاوى الجنائية وفقا للإجراءات المعتادة"، مضيفا أنه سيتصل بوزارة الخارجية السويسرية لفحص مسألة حصانة الشخص المعني.

## روابط خارجية
- إسحاق هرتسوغ على موقع IMDb (الإنجليزية)
- إسحاق هرتسوغ على موقع مونزينجر (الألمانية)